# 《无姓之人》获奖名单
《无姓之人》是雅克·范·多梅尔自编自导的2009年科幻劇情片，9月12日在第66屆威尼斯影展首映，2010年1月经比利时影业和百代影业在比利时和法国公映。该片一经发行便成为邪典经典，以哲学理念、摄影和皮埃尔·范·多梅尔谱写的配乐著称。
《无姓之人》获众多荣誉肯定，电影本身、导演、摄影、剪辑，表演均获肯定，特别是扮演主人公的杰瑞德·莱托。电影参与第66届威尼斯国际电影节金獅獎角逐，最后不敌《黎巴嫩》。美术总监西尔维·奥利维获金奥赛拉奖最佳技术成就，影片获传记电影节蓝旗亚奖。莱托入围沃尔皮杯最佳男演员，另获富川國際奇幻電影節最佳男演员奖。
《无姓之人》入围七项馬格利特獎，拿下最佳影片、最佳导演、最佳编剧、最佳摄影、最佳原创配乐、最佳剪辑六项，仅最佳音效不敌《惊恐小镇》。本片获歐洲電影獎觀眾票選最佳歐洲電影獎、卢旺达电影节银背奖最佳外国片、比利时影评人协会安德烈·卡文斯奖最佳影片。美国电影学会把《无姓之人》选入2010年欧洲佳片。

## 荣誉
| 机构                 | 颁奖日期       | 奖项                             | 提名                                   | 结果 | 参考          |
| -------------------- | -------------- | -------------------------------- | -------------------------------------- | ---- | ------------- |
| 美国电影学会         | 2010年11月23日 | 欧洲佳片                         | 《无姓之人》                           | 獲獎 | [ 5 ]         |
| 慕尼黑电影节         | 2010年7月3日   | 最佳外国片                       | 《无姓之人》                           | 提名 | [ 6 ]         |
| Be电影节             | 2010年12月19日 | 年度最佳影片                     | 《无姓之人》                           | 獲獎 | [ 7 ]         |
| 比利时影评人协会     | 2010年12月27日 | 最佳影片                         | 《无姓之人》                           | 獲獎 | [ 8 ]         |
| 传记电影节           | 2010年6月14日  | 观众奖                           | 《无姓之人》                           | 獲獎 | [ 9 ]         |
| 水晶地球仪奖         | 2010年7月10日  | 最佳影片                         | 《无姓之人》                           | 提名 | [ 10 ] [ 11 ] |
| 水晶地球仪奖         | 2010年7月10日  | 最佳导演                         | 雅克·范·多梅尔                         | 提名 | [ 10 ] [ 11 ] |
| 水晶地球仪奖         | 2010年7月10日  | 最佳男主角                       | 杰瑞德·莱托                            | 提名 | [ 10 ] [ 11 ] |
| 水晶地球仪奖         | 2010年7月10日  | 观众奖                           | 《无姓之人》                           | 提名 | [ 10 ] [ 11 ] |
| 比利时公报           | 2011年1月21日  | 尖端奖最佳影片                   | 《无姓之人》                           | 獲獎 | [ 12 ]        |
| 歐洲電影獎           | 2010年12月4日  | 歐洲電影獎觀眾票選最佳歐洲電影獎 | 《无姓之人》                           | 獲獎 | [ 13 ]        |
| 國際影評人協會       | 2009年9月12日  | 最佳影片                         | 《无姓之人》                           | 提名 | [ 14 ]        |
| 奥斯坦德电影节       | 2010年9月11日  | 最佳影片                         | 《无姓之人》                           | 獲獎 | [ 15 ]        |
| 马纳基兄弟电影节     | 2010年10月22日 | 最佳摄影                         | 克里斯托夫·博卡恩                      | 提名 | [ 16 ] [ 17 ] |
| 马纳基兄弟电影节     | 2010年10月22日 | 杰出技术成就                     | 克里斯托夫·博卡恩                      | 獲獎 | [ 16 ] [ 17 ] |
| 上海国际电影节       | 2010年6月20日  | 最佳影片                         | 《无姓之人》                           | 提名 | [ 18 ]        |
| 上海国际电影节       | 2010年6月20日  | 最佳导演                         | 雅克·范·多梅尔                         | 提名 | [ 18 ]        |
| 上海国际电影节       | 2010年6月20日  | 最佳男演员                       | 杰瑞德·莱托                            | 提名 | [ 18 ]        |
| 上海国际电影节       | 2010年6月20日  | 最佳编剧                         | 雅克·范·多梅尔                         | 提名 | [ 18 ]        |
| 上海国际电影节       | 2010年6月20日  | 最佳摄影                         | 克里斯托夫·博卡恩                      | 提名 | [ 18 ]        |
| 上海国际电影节       | 2010年6月20日  | 最佳音乐                         | 皮埃尔·范·多梅尔                       | 提名 | [ 18 ]        |
| 伊斯坦布尔电影节     | 2010年4月18日  | 最佳国际电影                     | 《无姓之人》                           | 提名 | [ 19 ]        |
| 馬格利特獎           | 2011年2月5日   | 最佳影片                         | 《无姓之人》                           | 獲獎 | [ 20 ]        |
| 馬格利特獎           | 2011年2月5日   | 最佳导演                         | 雅克·范·多梅尔                         | 獲獎 | [ 20 ]        |
| 馬格利特獎           | 2011年2月5日   | 最佳编剧                         | 雅克·范·多梅尔                         | 獲獎 | [ 20 ]        |
| 馬格利特獎           | 2011年2月5日   | 最佳摄影                         | 克里斯托夫·博卡恩                      | 獲獎 | [ 20 ]        |
| 馬格利特獎           | 2011年2月5日   | 最佳剪辑                         | 马提亚斯·维利斯                        | 獲獎 | [ 20 ]        |
| 馬格利特獎           | 2011年2月5日   | 最佳原创配乐                     | 皮埃尔·范·多梅尔                       | 獲獎 | [ 20 ]        |
| 馬格利特獎           | 2011年2月5日   | 最佳音效                         | 伊曼纽尔·德博伊索、弗里德里克·德莫尔德 | 提名 | [ 20 ]        |
| 欧洲奇幻电影节联合会 | 2010年11月14日 | 最佳欧洲奇幻片                   | 《无姓之人》                           | 提名 | [ 21 ]        |
| 挪威国家设计奖       | 2008年5月26日  | 最佳海报                         | 卡雷·马滕斯                            | 提名 | [ 22 ]        |
| 富川國際奇幻電影節   | 2010年7月25日  | 最佳外国片                       | 《无姓之人》                           | 提名 | [ 23 ] [ 24 ] |
| 富川國際奇幻電影節   | 2010年7月25日  | 最佳男演员                       | 杰瑞德·莱托                            | 獲獎 | [ 23 ] [ 24 ] |
| 俄罗斯国家电影奖     | 2011年4月10日  | 最佳外国剧情片                   | 《无姓之人》                           | 提名 | [ 25 ]        |
| 俄罗斯国家电影奖     | 2011年4月10日  | 最佳国际男演员                   | 杰瑞德·莱托                            | 提名 | [ 25 ]        |
| 卢旺达电影节         | 2012年7月27日  | 最佳外国片                       | 《无姓之人》                           | 獲獎 | [ 26 ]        |
| 卢旺达电影节         | 2012年7月27日  | 最佳导演                         | 雅克·范·多梅尔                         | 獲獎 | [ 26 ]        |
| 卢旺达电影节         | 2012年7月27日  | 观众奖                           | 《无姓之人》                           | 提名 | [ 26 ]        |
| 錫切斯電影節         | 2009年10月12日 | 最佳影片                         | 《无姓之人》                           | 提名 | [ 27 ]        |
| 錫切斯電影節         | 2009年10月12日 | 最佳化妆                         | 卡杰·范达姆                            | 獲獎 | [ 27 ]        |
| 斯德哥尔摩电影节     | 2009年11月29日 | 最佳影片                         | 《无姓之人》                           | 提名 | [ 28 ]        |
| 斯德哥尔摩电影节     | 2009年11月29日 | 最佳摄影                         | 克里斯托夫·博卡恩                      | 獲獎 | [ 28 ]        |
| 多倫多國際電影節     | 2009年9月19日  | 人民选择奖                       | 《无姓之人》                           | 提名 | [ 29 ]        |
| 的里雅斯特科幻电影节 | 2010年11月14日 | 最佳影片                         | 《无姓之人》                           | 提名 | [ 21 ]        |
| 威尼斯电影节         | 2009年9月12日  | 金獅獎                           | 《无姓之人》                           | 提名 | [ 30 ]        |
| 威尼斯电影节         | 2009年9月12日  | 评审团特别奖                     | 《无姓之人》                           | 提名 | [ 30 ]        |
| 威尼斯电影节         | 2009年9月12日  | 最佳男演员                       | 杰瑞德·莱托                            | 提名 | [ 30 ]        |
| 威尼斯电影节         | 2009年9月12日  | 最佳技术成就                     | 西尔维·奥利维                          | 獲獎 | [ 30 ]        |
| 威尼斯电影节         | 2009年9月12日  | 虚构传记片蓝旗亚奖               | 《无姓之人》                           | 獲獎 | [ 30 ]        |
| 塔林黑夜电影节       | 2010年12月5日  | 最佳国际电影                     | 《无姓之人》                           | 獲獎 | [ 31 ]        |